# Abbeyfeale
Abbeyfeale is een plaats in het Ierse graafschap Limerick, bij de grens met het graafschap Kerry, langs de N21 die Limerick met Tralee verbindt.
Abbeyfeale ligt langs de rivier Feale, aan de voet van de Mullaghareirk Mountains. De naam is afgeleid van een Cisterciënzer abdij, die in 1188 werd gesticht door Brian O'Brien.
De abdij verdween volledig, maar overblijfselen van de abdijkerk werden gebruikt bij de bouw van de katholieke kerk. In het noordwesten, langs de Feale, liggen de ruïnes van Portrinand Castle uit de 14de eeuw. Op het marktplein staat het standbeeld van William Casey, een priester die de boeren hielp in hun verzet tegen de landeigenaars. Hij werd ook een goede vriend van Michael Davitt en richtte de eerste Land League-groep op buiten Mayo.